# Supremacy
Supremacy är det amerikanska hardcorepunkbandet Hatebreeds fjärde studioalbum, utgivet i augusti 2006 på Roadrunner Records, bandets första och enda skiva på detta bolag.
Albumet nådde plats 31 på Billboard-listan.
Supremacy var bandets första skiva med rytmgitarristen Frank Novinec.
Musikvideor spelades in till "Defeatist" och "To the Threshold". Den förra släpptes även som promosingel tillsammans med "Destroy Everything".

## Låtlista
1. "Defeatist" – 3:19
2. "Horrors of Self" – 2:29
3. "Mind Over All" – 1:59
4. "To the Threshold" – 2:49
5. "Give Wings to My Triumph" – 3:05
6. "Destroy Everything" – 3:29
7. "Divine Judgement" – 2:28
8. "Immortal Enemies" – 2:29
9. "The Most Truth" – 2:44
10. "Never Let It Die" – 3:39
11. "Spitting Venom" – 2:49
12. "As Diehard as They Come" – 2:17
13. "Supremacy of Self" – 2:48

Bonusspår på iTunes-utgåvan
1. "New Hate Rising" – 2:36

Bonusspår på den japanska utgåvan
1. "Pollution of the Soul" – 2:56

Bonusspår på den brittiska utgåvan
1. "Severed" – 2:43

## Medverkande

### Musiker
- Jamey Jasta – sång
- Sean Martin – leadgitarr
- Frank Novinec – rytmgitarr
- Chris Beattie – basgitarr
- Matt Byrne – trummor